# Rigadin et le Code de l'honneur
Pour plus de détails, voir Fiche technique et Distribution.
Rigadin et le Code de l'honneur est un film muet français réalisé par Georges Monca, sorti en 1919.

## Synopsis
Monsieur et Madame Dupont ont une fille nommée Mauricette et aimerait la marier à Arsène Loupart. Mais elle n’a d’yeux que pour Rigadin, que ses parents trouvent trop âgé. Mauricette place sa confiance en Rigadin pour se débarrasser de ce rival. Voici le plan de Rigadin : provoquer une querelle entre Arsène et un peintre du nom de Toledo.
Afin d’exécuter le plan, Mauricette, marchant avec Arsène, fait une remarque dégradante concernant l’art de Toledo. Celui-ci, prenant offense, provoque Arsène en duel! Une aventure inattendue s’ensuit.

## Fiche technique
- Titre : Rigadin et le Code de l'honneur
- Réalisation : Georges Monca
- Scénario : Édouard Adenis, Maurice Bigeon
- Photographie :
- Montage :
- Société de production : Pathé Frères
- Société de distribution : Pathé Frères
- Pays de production :  France
- Langue : film muet avec les intertitres en français
- Métrage : 360 mètres
- Format : Noir et blanc — 35 mm — 1,33:1 — Muet
- Genre :  Comédie
- Durée : 12 minutes
- Date de sortie : 
  - France : 28 janvier 1919

## Distribution
- Charles Prince : Rigadin
- Maurice de Canonge : Loupart
- Albert Brouett : Monsieur Dupont
- Marthe Alix : Madame Dupont
- Fabiola : Mauricette
- Robert Bossis : le peintre Toledo